# 约瑟夫·科什佳莱克
约瑟夫·科什佳莱克（捷克語：Josef Košťálek，1909年8月31日—1971年11月21日），捷克男子足球运动员，司职中场。他曾代表捷克斯洛伐克国家队参加1934年和1938年国际足联世界杯，其中1934年世界杯获得亚军。